# Mosbacher Löwe
Der Mosbacher Löwe (Panthera fossilis, teilweise auch Panthera leo fossilis) ist eine ausgestorbene Großkatze des frühen und mittleren Pleistozän. Die Namensgebung erfolgte aufgrund fossiler Funde aus den Mosbacher Sanden nahe Wiesbaden. Erstbeschreiber war der Paläontologe und Naturforscher Wilhelm von Reichenau (1906). Zahlreiche Reste des Mosbacher Löwen, wie Kieferteile oder Zähne, befinden sich heute im Magazin des Naturhistorischen Museums in Mainz und im Museum Wiesbaden.

## Aussehen
Mit einer Kopf-Rumpflänge von bis zu 2,40 Meter waren die Mosbacher Löwen etwa um einen halben Meter länger als die heute in Afrika vorkommenden Löwen und erreichten damit fast die Ausmaße des Amerikanischen Löwen. Beide entsprechen damit in der Größe etwa einem großen Tiger.

## Geographische und zeitliche Verbreitung
Die meisten Funde dieser Großkatze stammen aus den Mosbacher Sanden. Diese Fundstelle verdankt ihren Namen dem ehemaligen Dorf Mosbach zwischen Wiesbaden und Biebrich, das 1926 zusammen mit Wiesbaden-Biebrich in Wiesbaden eingemeindet wurde. Hier wurden allerdings nur Bruchstücke von Schädeln und Unterkiefern, Zähne und andere Knochenfragmente gefunden. Bei Mauer, nahe Heidelberg, wurde um 1885 ein nahezu kompletter Oberschädel gefunden, der sich heute im Urgeschichtsmuseum von Mauer befindet. Der Schädel wurde 1912 von Adolf Wurm beschrieben. Im gleichen Sediment fand sich der rund 600.000 Jahre alte Unterkiefer von Mauer, der Homo heidelbergensis zugeordnet wird. Die ältesten Funde von Panthera fossilis in Europa stammen aus Pakefield in England und aus Isernia la Pineta in Italien, beide Fundstellen sind zwischen 700.000 und 600.000 Jahre alt. Ein 1,75 Millionen Jahre alter Löwen-Unterkiefer aus der Olduvai-Schlucht in Kenia zeigt eine frappierende Ähnlichkeit mit den Mosbacher Löwen.
Aus dem Mosbacher Löwen entwickelte sich der Höhlenlöwe (Panthera spelaea), der zum ersten Mal vor etwa 300.000 Jahren auftritt.